# Kamienica przy Rynku 14 we Wrocławiu
Kamienica przy Rynku 14 – kamienica na wrocławskim Rynku, na południowej pierzei Rynku, tzw. stronie Złotego Pucharu.

## Historia kamienicy i jej architektura

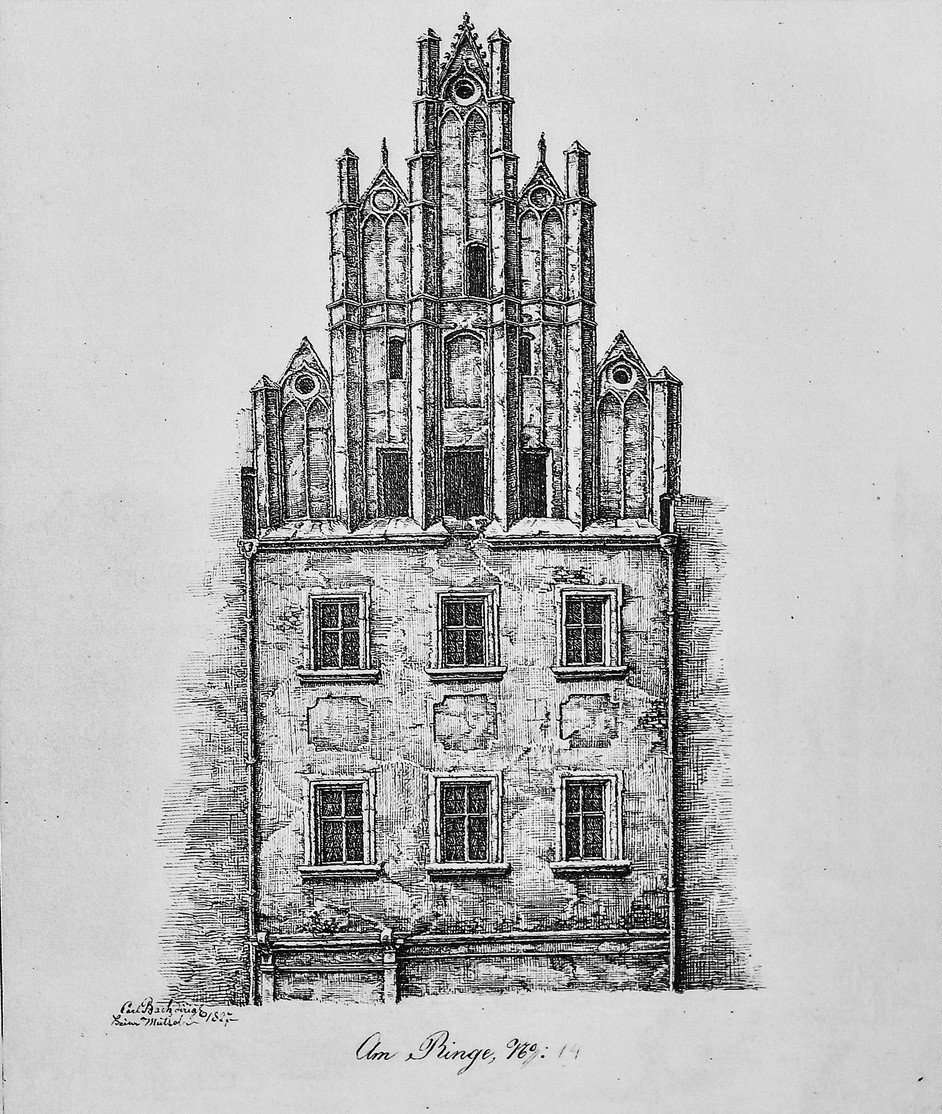
Szczyt i górny fragment kamienicy nr 14, grafika Henryka Mützela z 1827 roku

Najstarszy budynek murowany na parceli nr 14 został wzniesiony w pierwszej połowie XIV wieku. Pierwotnie miał on 14 metrów szerokości a od strony frontowej znajdowało się przedproże. Z tego okresu zachowało się kwadratowe, o wymiarach 11 × 11 metrów, frontowe pomieszczenie piwniczne przekryte gotyckim, żebrowym, krzyżowym sklepieniem.
W drugiej połowie XIV wieku parcela została zwężona a kamienica przebudowana na dwutraktowy i dwupiętrowy budynek z trzyosiową fasadą zakończonym późnogotyckim szczytem uskokowym. W XVII wieku nad wejściem umieszczono portal z wykrępowanym boniowaniem opinającym archiwoltę, węgary i toskańskie pilastry. Nad belką znajdowała się płaskorzeźba anioła<ref>Szkic portalu w kamienicy nr 14 ref>. Pod koniec XVI wieku kamienica została przebudowana, o czym ma świadczyć portal w przyziemiu.
W latach 1863–1873 w kamienicy znajdowała się księgarnia Leopolda Priebatscha. W 1872 roku budynek został kolejny raz gruntownie przebudowany. Zgodnie z projektem Ubera, fasada kamienicy zyskała neorenesansową formę a wnętrza budynku zostały przystosowane do funkcji handlowo-mieszkalnej. W 1896 w kamienicy znajdował się dom handlowy Geschäfthaus, gdzie swoje sklepy mieli m.in. kupiec H Rosenthal, firma Lampen Fabrik, Glas & Porzelan, Küchen Magazyn. W 1899 i w 1934 roku fasada budynku została znacznie uproszczona.

### Właściciele i postacie związane z kamienicą
Od 1367 roku właścicielem kamienicy była rodzina Bock (Bockynne), Nicolaus Bock (do 1383) i jego żona Elisabeth Bock (od 1383 do 1423). W kolejnych latach kamienica była własnością jej wnuczek: Katarzyny i jej męża Janco Grwbera oraz od 1439 roku Hedwig i jej męża Filipa (Philipp) Jawrera (Jauer, Jawor). Jauer był kupcem, w 1438 roku przyjętym do prawa miejskiego prawa miejskie. Od 1441 do 1466 roku był na przemian ławnikiem lub radnym. W grudniu 1466 roku, pełniąc funkcje rajcy nadzorującego urząd młyński, został przyłapany na kradzieży publicznych pieniędzy. Został uwięziony, a dzięki wstawiennictwu legata papieskiego zwolniony za kaucją. W 1469 roku sprzedał kamienicę nr 14 zięciowi, również kupcowi, Sebaldowi Sauermannowi
Sebald Sauermann był obywatelem Wrocławia od 1466 roku. Pochodził z Gefrees we Frankonii, z korzeniami związanymi z Norymbergą. Jako kupiec utrzymywał kontakty z Węgrami, Małopolską i Łużycami. W 1492 roku otrzymał cesarskie przywileje herbowe. Od 1486 do 1507 roku był dwudziestodwukrotnie wybierany na ratusz, osiągając drugie miejsce w ławie i trzecie w radzie. W latach 1485–1486 i 1493-1497 był witykiem kościoła Św. Elżbiety a w 1499 prowizorem szpitala Św. Trójcy. Jego wizerunek wraz z żoną i 22 dziećmi został uwieczniony na epitafium z 1508 roku w kościele Św. Elżbiety. Sauermann właścicielem kamienicy był do 1473 roku, kiedy to nabył narożną kamienicę nr 12. W kolejnych latach kupiec również właścicielem kamienicy przy Rynku nr 35 (1493 - 1500) i kamienicy przy Rynku nr 49 (1499-1501).
Nowymi właścicielami kamienicy zostali Andreas i Gertruda Iban i w ich posiadaniu znajdowała się do 1501 roku.

## Po 1945
W wyniku działań wojennych w 1945 roku kamienica została uszkodzona. W latach 1948–1953 dokonano jej odbudowy według projektu Stanisława Zakrzewskiego i nadano charakter handlowo-biurowy. Budynek ma pięć kondygnacji zwieńczonych płaskim dachem.
Na parterze kamienicy od kilkudziesięciu lat mieści się informacja turystyczna.